# Listen Without Prejudice, Vol. 1
Albums de George Michael
Faith
(1987) Five Live
(1993)
Singles
1. Praying for Time
Sortie : août 1990
2. Waiting for That Day
Sortie : octobre 1990
3. Freedom! '90
Sortie : octobre 1990
4. Heal the Pain
Sortie : février 1991
5. Cowboys and Angels
Sortie : mars 1991
6. Soul Free
Sortie : juillet 1991

Listen Without Prejudice, Vol. 1 est le deuxième album studio de George Michael, sorti en septembre 1990 sous le label Epic. La photographie de couverture est l'oeuvre du photographe américain d'origine ukrainienne Weegee.
Cet album est un mélange de son RnB et funk, davantage influencé par le soft-rock et adulte contemporain. Deux titres cependant revient au son funk de l'album précédent (Freedom 90 et Soul Free) et explore le jazz également sur Cowboys and Angels.
Le deuxième volume de cet album n'est jamais sorti.

## Liste des chansons
| 1.    | Praying for Time        | George Michael                                                                               | 4:42 |
| 2.    | Freedom! '90            | George Michael                                                                               | 6:31 |
| 3.    | They Won't Go When I Go | Stevie Wonder et Yvonne Wright                                                               | 5:06 |
| 4.    | Something to Save       | George Michael                                                                               | 3:18 |
| 5.    | Cowboys and Angels      | George Michael                                                                               | 7:16 |
| 6.    | Waiting for That Day    | George Michael, Mick Jagger et Keith Richards (sample de You Can't Always Get What You Want) | 4:50 |
| 7.    | Mother's Pride          | George Michael                                                                               | 3:59 |
| 8.    | Heal the Pain           | George Michael                                                                               | 4:42 |
| 9.    | Soul Free               | George Michael                                                                               | 5:29 |
| 10.   | Waiting (Reprise)       | George Michael                                                                               | 2:25 |
| 48:18 |                         |                                                                                              |      |